# XIII (serial telewizyjny)
XIII (2011–2012) – francusko-kanadyjski serial sensacyjny, który swoją światową premierę miał 19 kwietnia 2011 roku. W Polsce premiera serialu odbyła się 4 marca 2012 roku na kanale Tele 5 oraz 6 października 2011 roku w Canal+ Polska.
Serial oparty na komiksach belgijskiego scenarzysty i pisarza Jeana Van Hamme’a i Williama Vance’a oraz na grze pod tym samym tytułem.

## Opis fabuły
Głównym bohaterem serialu jest mężczyzna o nieznanej tożsamości (Stuart Townsend), który trafia do tajnego więzienia CIA. Jego znakiem szczególnym jest tylko tajemniczy tatuaż „XIII” na klatce piersiowej. Wkrótce okazuje się, że ma dostęp do pewnego kufra, którego zawartością jest zainteresowany m.in. rząd amerykański oraz potężna tajna organizacja.

## Obsada
- Stuart Townsend jako „XIII”
- Aisha Tyler jako agentka specjalna Lauren Jones
- Virginie Ledoyen jako Irina Svetlanova
- Caterina Murino jako Samantha „Sam” Taylor
- Greg Bryk jako dyrektor Samuel Amos
- Stephen McHattie jako prezydent Ben Carrington
- Ted Atherton jako prezydent Walter „Wally” Sheridan / „I”
- Paulino Nunes jako dyrektor Frank Giordino